# Trochosa alviolai
Trochosa alviolai este o specie de păianjeni din genul Trochosa, familia Lycosidae, descrisă de Alberto Barrion și Litsinger, 1995.
Este endemică în Filipine. Conform Catalogue of Life specia Trochosa alviolai nu are subspecii cunoscute.